# Fumarasa
La fumarasa o hidratasa fumarat és un enzim que catalitza la reversible hidratació i deshidratació del fumarat a S-malat. La fumarasa la trobam en dues formes: mitocondrial i citosòlica. L'isoenzim mitocondrial està implicat en el cicle de Krebs (també conegut com el cicle de l'àcid cíclic) i l'isoenzim citosòlic està implicat en el metabolisme dels aminoàcids i del fumarat. La localització subcel·lular s'estableix per la presència d'una seqüència senyal a l'extrem amino en la forma mitocondrial, mentre la localització subcel·lular en la forma citosòlica és establerta per l'absència de la seqüència senyal trobada en la varietat mitocondrial.
Aquest enzim participa en 3 vies metabòliques: cicle de l'àcid cítric, el cicle de carboxilació reductiva (fixació de CO₂) i en el carcinoma de cèl·lules renals.

## Nomenclatura
Aquesta enzim pertany a la família de les liases, específicament a les hidro-liases, i enllaça el carboni amb l'oxigen. El nom sistemàtic d'aquesta classe d'enzim és (S)-malat d'hidro-liasa. Altres noms d'ús comú són fumarasa, L-malat d'hidro-liasa i (S)- malat d'hidro-liasa.

## Mecanisme
El mecanisme de reacció de la fumarasa és el següent: dos grups àcid-base catalitzen la transferència de protons, i l'estat d'ionització d'aquests grups és, en part definida per dues formes de l'enzim E 1 i E 2. A l'E 1, els grups existeixen en un internament neutralitzat estat (A-H / B), mentre que a l'E 2, es produeixen en una forma zwitteriònica (A-/BH +). L'E 1 s'uneix al fumarat i facilita la seva transformació a malat, i l'E 2 s'uneix al malat i facilita la seva transformació en fumarat. Les dues formes han de passar la isomerització amb cada rotació catalítica.
Malgrat la seva importància biològica, el mecanisme de reacció de fumarasa no es coneix completament. La reacció es pot controlar en qualsevol direcció, això no obstant, és la formació de fumarat a partir de l'S-malat en particular, que és menys comprensible a causa de l'alt valor del pKa de l'HR, àtom que es treu sense la l'ajuda de cap cofactor o coenzim. No obstant això, la reacció de fumarat a L-malat s'entén millor, i suposa una hidratació estereoespecífica del fumarat per a produir S-malat per addició trans d'un grup hidroxil i un àtom d'hidrogen a través d'una addició trans 1,4 d'un grup hidroxil.
Les primeres investigacions en aquesta reacció van suggerir que la formació de fumarat a partir de S-malat comportava la deshidratació del malat a un intermedi carbocatiònic, que després perd el protó alfa per formar fumarat. Això va portar a la conclusió que en la formació de S-Malato a partir de l'eliminació E1 del fumarat, la protonació del fumarat a la carbocació anava seguida per l'addició d'un grup hidroxil de l'H₂O. Això no obstant, estudis més recents han demostrat que el mecanisme realment té lloc a través de l'eliminació catalitzada d'un àcid-base per mitjà de l'eliminació d'un carbanió E1CB.

## Via bioquímica
La funció de la fumarasa al cicle de l'àcid cítric és facilitar un pas transicional en la producció d'energia en la forma de NADH. En el citosol l'enzim funciona per a metabolitzar el fumarat, que acaba com un biproducte del cicle de la urea, així com per a catabolitzar els aminoàcids. Els estudis han revelat que el lloc actiu està compost de residus d'aminoàcids de tres de les quatre subunitats de l'enzim tetramèric.
El lloc principal d'unió en la fumarasa és conegut com a lloc catalític A. Estudis han revelat que el lloc catalític A està compost de residus d'aminoàcids de tres de les quatre subunitats de l'enzim tetramèric. Dos potencials residus catalítics àcid-base en la reacció, inclouen la His188 i la Lys324.

## Subtipus
Hi ha dues classes de fumarases. Les classificacions dependran de la disposició de les seves subunitats relatives, la seva exigència de metall, i la seva estabilitat tèrmica. Aquests inclouen la classe I i classe II.
La classe I de fumares són capaces de canviar d'estat o de tornar-se inactives quan són sotmeses a calor o radiació. Aquestes a més són sensibles a l'anió superòxid, depenen del ferro II (Fe2+) i són proteïnes dimèriques compostes per al voltant de 120 kD.
Les fumarases de classe II, que es troben en els procariotes així com en els eucariotes, són enzims tetramèrics de 200.000 D que contenen tres segments diferents significatius d'aminoàcids homòlegs. Aquests, a més, també dependenen del ferro i són tèrmicament estables.
És sabut que els procariotes tenen 3 formes diferents de fumarasa: Fumarasa A, Fumarasa B i Fumarasa C. La fumarasa C és una part de la fumarasa de classe II, mentre que la Fumarasa A i B d'Escherichia voli (E. coli) són classificades de classe I.

## Importància clínica
La deficiència de fumarasa es caracteritza per polihidramnis i anormalitats en el cervell fetal. En el període neonatal, els resultats mostren greus alteracions neurològiques, mala alimentació, manca de creixement i la hipotonia. La deficiència de fumarasa se sospita en nens amb múltiples anomalies neurològiques greus en l'absència d'una crisi metabòlica aguda. La inactivitat de les dues formes citosòlica i mitocondrial de fumarasa són causes potencials. Aïllades, augmenten la concentració d'àcid fumàric en l'orina i els fems.
Les proves de genètica molecular de la deficiència de fumarasa ja estan disponibles.
La fumarasa és freqüent tant en els teixits fetals com en els adults. Un gran percentatge de l'enzim s'expressa en la pell, en el paratiroides, a la limfa i en el còlon.
Les mutacions en la producció i en el desenvolupament de la fumarasa han portat al descobriment de diverses malalties en els éssers humans relacionades amb els éssers humans. Aquestes inclouen tumors benignes mesenquimàtics de l'úter, leiomiomatosis i carcinoma de cèl·lules renals i la deficiència de fumarasa. Les mutacions germinals en la fumarasa estan associades amb dues condicions diferents. Si l'enzim té una mutació de canvi de sentit i d'eleccions a l'extrem 3', sorgeix la deficiència de fumarasa. Si conté heterozigots amb canvis de sentit 5'i delecions (que van des d'un parell de bases al gen sencer), llavors la leiomiomatosis i el carcinoma de cèl·lules renals/Reed's (síndrome de múltiples cutanis i uterins leiomiomatosis) podria resultar.

## Estructura proteica
S'ha observat que les estructures de vidre de la C fumarasa de l'Escherichia coli tenen dos llocs ocupats per dicarboxilat. Aquests són coneguts com el lloc actiu i el lloc B. El lloc actiu i el lloc B tenen àrees inocupades per un pont lligant. Aquesta anomenada “estructura de vidre lliure”, demostra la conservació de les aigües del centre actiu. Una similar orientació ha estat descoberta en altres fumarases C amb estructures de vidre. La investigació cristal·logràfica ha observat que hi ha un canvi en la His129 en el lloc B de l'enzim. Aquesta informació suggereix que l'aigua és un component permanent del lloc actiu. També suggereix que l'ús de la conversió d'un imidazol-imidazoli controla l'accés al lloc B al·lostèric.